# Jewgeni Alexandrowitsch Waganow

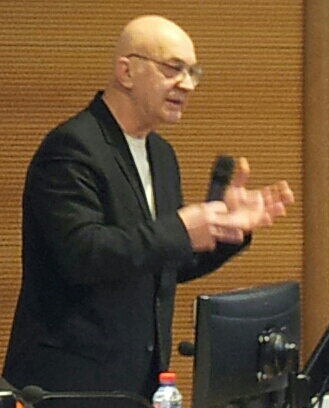
Jewgeni Alexandrowitsch Waganow

Jewgeni Alexandrowitsch Waganow (russisch Евгений Александрович Ваганов; englisch Eugen Vaganov; * 10. Oktober 1948 in Krasnojarsk, Russische SFSR, Sowjetunion) ist ein sowjetischer und russischer Biophysiker, Ökologe und Dendrologe und war von 2006 bis 2017 Rektor der Sibirischen Föderalen Universität Krasnojarsk. Waganow ist Mitglied der Partei Einiges Russland.
1981 wechselte er an das in Krasnojarsk neu eröffnete Institut für Biophysik der Akademie der Wissenschaften der UdSSR.
Seit dem Jahr 1988 leitete Waganow das Labor für Dendroklimatologie am Sukatschow-Institut. 1992 wurde er zum Direktor des Sibirischen Internationalen Zentrums für Umweltforschung in borealen Wäldern. Von 1994 bis 2006 leitete er das Sukatschow-Forstinstitut (russisch Institut lessa imeni W. N. Sukatschowa SO RAN). Im Jahr 1997 wurde er zum Akademiemitglied der Russischen Akademie der Wissenschaften gewählt.